# Las Chanecas
Las Chanecas är en ort i Mexiko.   Den ligger i kommunen Acapulco de Juárez och delstaten Guerrero, i den södra delen av landet, 300 km söder om huvudstaden Mexico City. Las Chanecas ligger 35 meter över havet och antalet invånare är 416.
Terrängen runt Las Chanecas är huvudsakligen platt, men åt nordväst är den kuperad. En vik av havet är nära Las Chanecas åt sydväst. Runt Las Chanecas är det tätbefolkat, med 397 invånare per kvadratkilometer. Närmaste större samhälle är San Pedro Cacahuatepec, 2,0 km öster om Las Chanecas. Omgivningarna runt Las Chanecas är en mosaik av jordbruksmark och naturlig växtlighet.